# Catalina D'Erzel
Catalina Dulché Escalante  (Silao, Guanajuato; 29 de junio de 1897-Ciudad de México, 3 de enero de 1950), más conocida por el seudónimo de Catalina D'Erzell, fue una periodista, dramaturga, novelista, poeta, autora de libretos operísticos, actriz de cine mudo, guionista y adaptadora de cine.

## Vida

### Primeros años
Según las diversas fuentes, Catalina D'Erzell empezó su carrera como escritora a una edad temprana; como los dramas Orfandad y El plagiario, escritos a la corta edad de 12 años. A la edad de 18 años, publicó su primer cuento bajo su seudónimo en El Nacional.

### Carrera y legado
La mayor parte de su carrera la dedicó al periodismo. Colaboró en otros periódicos y revistas de renombre como El Universal, El Universal Ilustrado, El Hogar, El Demócrata, El Nacional, Revista de Revistas e incluso en la revista Todo. Entre 1932 y 1941, publicó en el periódico Excélsior la sección "Digo yo como mujer"; que sirvió como la apertura que iba a "desenmascarar a los seudomoralistas que hablan de la mujer". Esta sección sirvió para publicar ideas sobre la percepción de la mujer en el periodismo, sobre todo de la perspectiva de Fortino Ibarra de Anda en su obra El periodismo de México.

No he leído el libro, ni habré de leerlo, si estoy enterada de su aparición, es por las múltiples protestas de los periodistas y escritoras mexicanas[...] Sería mejor que todas las intelectuales en el libelo criticadas y hasta calumniadas nos uniésemos para acusar formalmente al difamador.

En 1945, recibió las Palmas Académicas de Francia por la obra dramática Los hijos de Francia.
Catalina D’Erzell fue considerada unas de las principales dramaturgas de principios del siglo XX por sus famosos melodramas. Según los expertos "ella representaba la vanguardia de un teatro social; de un teatro que educaba. Despertaba las conciencias acerca de los problemas sociales políticos y económicos a los que se enfrentaba cotidianamente". A D'Erzell le molestaba que la sociedad mexicana no pidiera que la mujer pensase por sí misma, sus obras sirvieron como una instrucción al público de la problemática que existía en cuanto a la falta de actividad de las mujeres en la literatura.
Dentro de sus obras destacan novelas como La inmaculada (1920), Apasionadamente. Novelas cortas (1928); dramas tales como Cumbres de nieve (1923), Chanito (1923), ¡Esos hombres! (1923), El pecado de las mujeres (1925), Los hijos de la otra (1930) y La razón de la culpa (1928). De igual forma, la colección de poesías Él, y el cuento publicado en el periódico El Nacional, Así son las mujeres. Cabe destacar también sus actuaciones en la película muda En defensa propia, dirigida por Joaquín Coss; y en 1944, bajo la dirección de su esposo Fernando Soler, en la película Como todas las madres.